# マズルカ作品30 (ショパン)
フレデリック・ショパンのマズルカ作品30（マズルカさくひんさんじゅう）は、4つの作品から成るマズルカ作品集。1837年に作曲・出版されている。献呈先はドゥ・ヴェルテンベルク公爵夫人。

## 作品30-1
第18番、ハ短調。

## 作品30-2
第19番、ロ短調。二部形式。時に孔雀とあだなされる。冒頭は三連符を使ったD-Cis-H-Ais-G-Fisの主題。ロ短調の曲なのに盛り上がりのあとは嬰ヘ短調になってそのまま終止している。

## 作品30-3
第20番、変ニ長調。上昇音階（F-Ges-G-As-B-As-F）の明朗な主題。常に同主調をつなげることで不安定さを醸し出している。中間部は変ハ長調から変ロ短調の詠嘆的旋律。三連符の軽やかな演出が効果的。

## 作品30-4
第21番、嬰ハ短調。和声が強烈に奇抜なことで知られる。序奏はCis-Fisisのマジャール音階そのもの。主題は低音のCis-Gis-Eの連打に乗ってGis-Gis-E-Dis-Cis-Dis-Eの音階が繰り返される。
晴れやかなホ長調の中間部に続き主題が再現される。コーダは半音階的下降の特徴的なもの。